# Манарола
Манарола (лиг. Manaea, манарольск. Manaöa) — небольшой город и фракция коммуны Риомаджоре в лигурийской провинции Специя, на севере Италии. Является вторым самым малым поселением среди часто посещаемых туристами в парке Чинкве-Терре.

## История

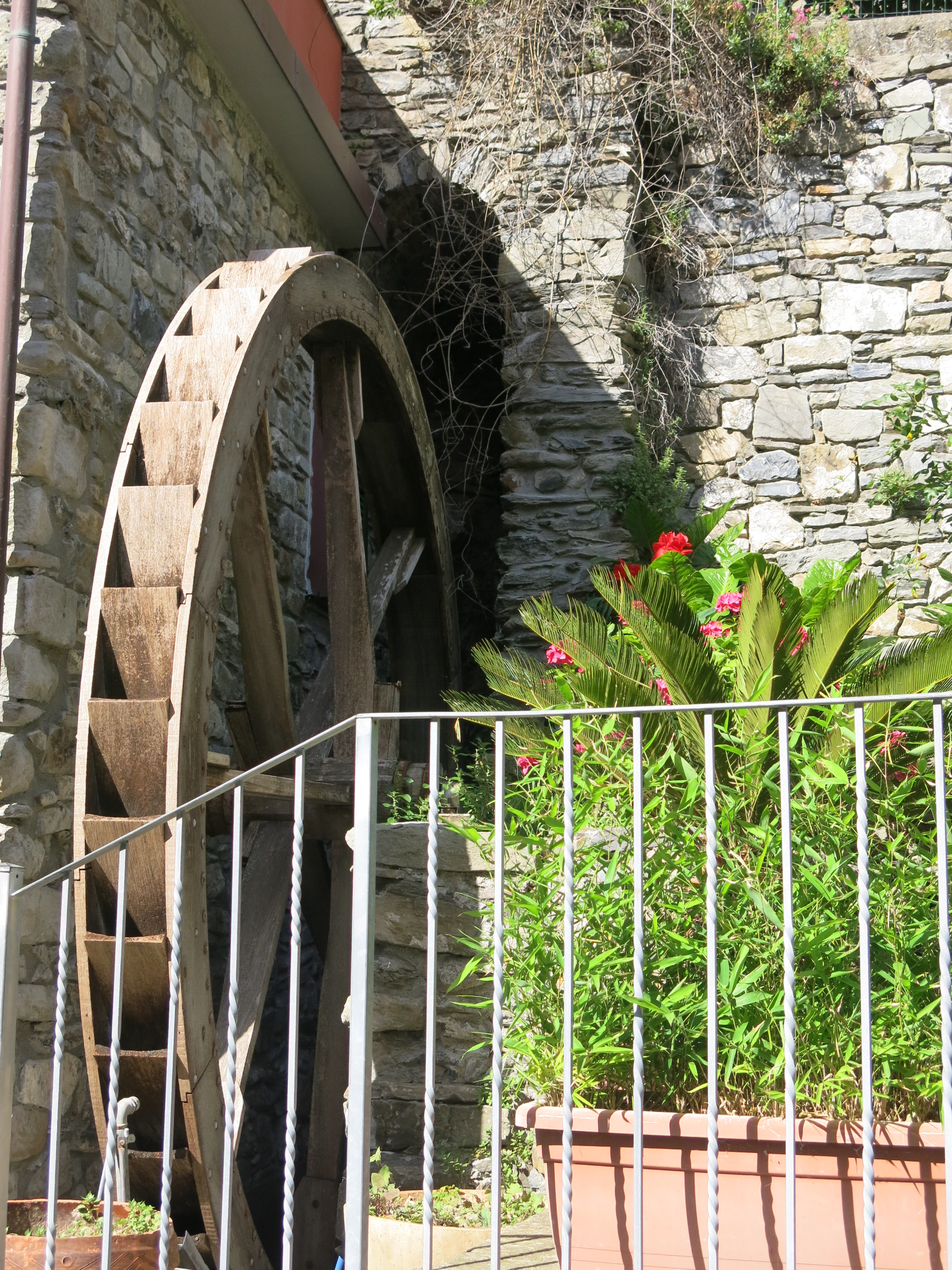
Большое колесо, которое, вероятно дало городу имя

Манарола — один из старейших городов Чинкве-Терре. Расположенная здесь церковь Сан-Лоренцо датируется 1338 годом. Она названа в честь покровителя города — Святого Лаврентия Римского, жившего в III веке н. э. и казненного по приказу императора Валериана.
Манарольский диалект незначительно отличается от диалектов в соседних областях. Название «Манарола», вероятно, диалектически эволюционировало из лат. magna rota и превратилось в «magna roea», что означает «большое колесо». Это отсылка к мельничному колесу, находящемуся в городе.
Основными видами деятельности в городе традиционно являются рыболовство и виноделие. Местное вино, называемое Sciacchetrà, особенно известно — его высокое качество упоминается в римских писаниях.

## Туризм
Манарола и соседние города являются популярными туристическими направлениями, особенно в летние месяцы. Туристические достопримечательности в регионе включают знаменитую пешеходную тропу между Манаролой и Риомаджоре (итал. Via dell'Amore, «Дорога любви»), пешеходные тропы на холмах и виноградники над городом. Манарола является одной из пяти деревень Чинкве-Терре. Большинство домов яркие и красочные.

## В культуре
Манарола появлялась в картинах Антонио Дисковоло (1874—1956).
Вместе с Риомаджоре город был показан в видеоигре Forza Horizon 2. Он также вдохновил авторов игры Overwatch на создание карты Дорадо.